# Boek (raketsysteem)
Boek (Russisch: Бук) is een familie van luchtdoelraketten voor de middellange afstand, ontworpen door de Sovjet-Unie en nadien geproduceerd door Rusland. Het systeem is bedoeld om kruisvluchtwapens, vliegtuigen, helikopters en UAV's neer te halen door middel van een shrapnel-raketkop.
De Boek-serie is de opvolger van de 2К12 "Куб" (NAVO-codenaam: SA-6 Gainful). De eerste versie van Boek was de 9K37 (NAVO-codenaam Gadfly, binnen het Amerikaanse ministerie van Defensie de code SA-11). Nieuwere versies van Boek zijn de Boek-M1-2 en Boek-M2, die binnen de NAVO en de Amerikaanse defensie respectievelijk Grizzly en SA-17 heten. Verder wordt er gewerkt aan de Boek-M3.
Er zijn ook verschillende marineversies ontwikkeld met denominatie 3S90. NAVO-codenamen hiervan zijn onder andere Gollum, Grizzly en SA-N-7C.

## Neerhalen MH-17
Op 17 juli 2014 stortte een burgervliegtuig, vlucht MH17 van Malaysia Airlines, onderweg van Amsterdam naar Kuala Lumpur neer boven de oblast Donetsk in de oostelijke Oekraïne van 10 kilometer hoogte. Er waren al snel sterke vermoedens dat een Boek-raketsysteem het vliegtuig had neergehaald, maar uit het voorlopige resultaat van het onderzoek door de Onderzoeksraad voor Veiligheid naar de ramp werd dit nog niet met zekerheid vastgesteld. In het definitieve rapport, dat op 13 oktober 2015 werd gepresenteerd, bevestigde de Onderzoeksraad voor Veiligheid dat er sprake was geweest van een Boek-raket met raketkop type 9N314M, die aan de linkerzijde van de cockpit ontplofte. Deze conclusie werd dezelfde dag bestreden door wapenfabrikant Almaz-Antej, maker van de Boek, die beweerde dat het een raketkop van het verouderde type 9M38 is geweest, zoals gebruikt door de Oekraïense strijdkrachten.

## Gebruikers
Gegevens volgens het Internationaal Instituut voor Strategische Studies, 2023.
- Armenië: 9K37M
- Azerbeidzjan: 9K37M
- Cyprus: 4 9K37M1
- Egypte: 40+ 9K37M1-2 en 9K317
- Georgië: 9K37
- Kazachstan: 3 9K317M2
- Rusland: rond 340 9K37M1 en 9K37M2
- Syrië: 9K37 en 9K317
- Venezuela: 9 9K317M2
- Wit-Rusland: 1 brigade met 9K37

## Raketten
| Raket                                      | 3M9                     | 9М38                | 9М38 9М38M1             | 9М38 9М38M1 9М38M2/9M317     | 9M317                     | 9M317ME                                   |
| Lanceerinrichting (Russische en NAVO-naam) | 2K12 "Koeb" (SA-6)      | 9K37 "Boek" (SA-11) | 9K37M "Boek-M1" (SA-11) | 9K37M1-2 "Boek-M1-2" (SA-17) | 9K317E "Boek-M2E" (SA-17) | 3S90M/3S90E "Smertsj"/"Sjtil-1" (SA-N-12) |
| ------------------------------------------ | ----------------------- | ------------------- | ----------------------- | ---------------------------- | ------------------------- | ----------------------------------------- |
| Introductie                                | 1966                    | 1980                | 1984                    | 1998                         | 1988 2007                 | 2004                                      |
| Raketten per inrichting                    | 3                       | 4                   | 4                       | 4                            | 4                         | 12/24/36                                  |
| Raketmassa (kg)                            | 599                     | 690                 | 690                     | 9М38M1: 690 9M317: 710–720   | 710–720                   | 581                                       |
| Bereik (km)                                | 3–24                    | 4–30                | 3–35                    | 9М38M1: 3–42 9M317: 3–50     | 3–50(M2) 45(M2E)          | 2.5–32 (tegen anti-scheepsraketten 12 km) |
| Hoogte (m)                                 | 800–11000               | 30–14000            | 30–22000                | 30–25000                     | 15 of M2E 10 of M2–25000  | 15–15000                                  |
| Raketsnelheid (Mach)                       | 2.8                     | 3                   | 3                       | 3                            | 4                         | 4.5                                       |
| Maximale doelsnelheid (Mach)               | 2                       | 2.5                 | 4                       | 4                            | 4                         | ?                                         |
| Maximale manoeuvreerbaarheid (G)           | ?                       | ?                   | 20                      | 24                           | ?                         | ?                                         |
| Gelijktijdige onderscheppingen             | 1–2 ("Koeb"M4/"Boek-1") | 18                  | 18                      | 22 6 old/12 update 1997      | 24                        | 4                                         |

## Franken-SAM
Oekraïne en de Verenigde Staten hebben vanaf 2023 Oekraïense Boek-M1 TEL gemodificeerd om Amerikaanse RIM-7 Sea Sparrow-raketten te kunnen lanceren. Deze en andere geïmproviseerde hybride luchtdoel systemen hebben de bijnaam Franken-SAM gekregen.